# Белореченский каскад ГЭС
Белореченский каскад ГЭС — каскад гидроэлектростанций на реке Белой в Адыгее и Краснодарском крае, состоящий из Майкопской (мощность — 9,4 МВт) и Белореченской ГЭС (мощность — 48 МВт).

## Общие сведения
Суммарная мощность станций — 57,4 МВт, выработка — 241,9 млн кВт·ч/год. Обе ГЭС входят в состав ООО «Лукойл-Экоэнерго»

## Экономическое значение
Майкопская ГЭС является самой крупной электростанцией Адыгеи. Станции каскада сыграли большую роль в развитии промышленного производства региона в 1950—1960 годах. В настоящее время работают в пиковой части графика нагрузок.